# Rineloricaria wolfei
Rineloricaria wolfei är en fiskart som beskrevs av Fowler, 1940. Rineloricaria wolfei ingår i släktet Rineloricaria och familjen Loricariidae. IUCN kategoriserar arten globalt som livskraftig. Inga underarter finns listade i Catalogue of Life.